# Кастана (Айова)
Кастана (англ. Castana) — місто (англ. city) в США, в окрузі Монона штату Айова. Населення — 107 осіб (2020).

## Географія
Кастана розташована за координатами 42°4′23″ пн. ш. 95°54′37″ зх. д. / 42.07306° пн. ш. 95.91028° зх. д. (42.073093, -95.910398).  За даними Бюро перепису населення США в 2010 році місто мало площу 2,40 км², уся площа — суходіл.

## Демографія
Згідно з переписом 2010 року, у місті мешкало 147 осіб у 68 домогосподарствах у складі 37 родин. Густота населення становила 61 особа/км².  Було 78 помешкань (33/км²).
Расовий склад населення:
| - 100,0 % — білих |

До двох чи більше рас належало 0,0 %. Частка іспаномовних становила 0,7 % від усіх жителів.
За віковим діапазоном населення розподілялося таким чином: 26,5 % — особи молодші 18 років, 59,9 % — особи у віці 18—64 років, 13,6 % — особи у віці 65 років та старші. Медіана віку мешканця становила 38,3 року. На 100 осіб жіночої статі у місті припадало 116,2 чоловіків;  на 100 жінок у віці від 18 років та старших — 111,8 чоловіків також старших 18 років.
Середній дохід на одне домашнє господарство  становив 29 408 доларів США (медіана — 22 143), а середній дохід на одну сім'ю — 41 972 долари (медіана — 43 750). Медіана доходів становила 34 375 доларів для чоловіків та 21 250 доларів для жінок. За межею бідності перебувало 21,0 % осіб, у тому числі 0,0 % дітей у віці до 18 років та 16,7 % осіб у віці 65 років та старших.
Цивільне працевлаштоване населення становило 30 осіб. Основні галузі зайнятості: освіта, охорона здоров'я та соціальна допомога — 36,7 %, роздрібна торгівля — 23,3 %, виробництво — 10,0 %, будівництво — 6,7 %.